# Frane Katalinić
Frane Katalinić (Zadar, 4. listopada 1891. – 3. travnja 1976.), u službenim statistikama Međunarodnog olimpijskog odbora vodi se pod talijaniziranim imenom Francesco Cattalinich, hrvatski veslač koji je za tadašnju Kraljevinu Italiju osvojio brončanu medalju u osmercu na Olimpijskim igrama u Parizu 1924. godine.
Posada koja je osvojila brončanu medalju imala je u sastavu tri brata Katalinić: Franu, Antu i Šimuna, a uz njih veslala su još tri Hrvata: Viktor Ljubić, Petar Ivanov i Bruno Sorić, te tri Talijana: Carlo Toniatti, Latino Galasso i Giuseppe Grivelli.

## Vanjske poveznice
- Osobni profil
- Posada